# Адольф Зауер
Густав Адольф Зауер (* 10 липня 1852, Вайсенфельс; † 2 травня 1932, Штутгарт) — німецький мінералог і геолог.

## Життєпис
Під час навчання він став членом Burschenschaft Alemannia auf dem Pflug Halle у 1873/74 рр., а згодом – до Burschenschaft Arminia Stuttgart. Зауер отримав докторський ступінь у Галле в 1876 році з фонолітових порід Канарських островів. Після цього він працював з Фердинандом Шальхом у геологічній службі Саксонії та Бадена і був першим директором геологічної служби Вюртемберга, заснованої в 1888 році. Водночас, з 1900 по 1923 рік, він був професором геології та мінералогії в Технічному університеті Штутгарта. Під час Першої світової війни він три роки був ректором Штутгартського університету.
У 1885 році його було обрано членом Леопольдіни.
У 1888 році він відкрив і назвав мінерал рибекіт, а також призматит. У 1879 році він продемонстрував на осипних гнейсах у Рудних горах, що гнейс також може виникати внаслідок метаморфізму осадових порід (парагнейс). У 1888 році разом із Теодором Зігертом (1835–1913) він довів, що лес складається з повітряного пилу (еолове походження). Фердинанд фон Ріхтгофен вже висунув цю теорію після своїх спостережень у Китаї, але її лише повільно замінила теорія відкладення у резервуарах на кромці льоду.
У 1921 році він став почесним членом Верхньорейнського геологічного товариства (OGV), а в 1922 році — почесним членом Асоціації патріотичної природничої історії у Вюртемберзі.
Його сином був хімік Еберхард Зауер.

## Праці
- Mineralkunde als Einführung in die Lehre vom Stoff der Erdrinde, Stuttgart: Kosmos, Franckh 1907
- Über Conglomerate in der Glimmerschieferformation des sächsischen Erzgebirges, Zeitschrift für die gesamten Naturwissenschaften 1879
- mit Theodor Siegert: Über Ablagerung rezenten Lösses durch den Wind, Z. Deutsche Geolog. Ges., 40, 1888, 575–582